# Gustavo Martínez Frías
Gustavo Martínez Frías (Bucaramanga, 30 de mayo de 1935 – Bucaramanga, 29 de agosto de 2009) fue arzobispo de Nueva Pamplona, Colombia.  Martínez Frías fue ordenado arzobispo de Nueva Pamplona por el Papa Juan Pablo II el 18 de marzo de 1999 y mantuvo el cargo hasta la su muerte el 29 de agosto de 2009 a los 74 años.

## Biografía
Su familia era de la provincia del Santander, San Vicente de Chucuri. Su abuelo murió durante La Violencia y su padre Gustavo Martínez (de profesión herrero) y de Guillermina Frías (propietaria de una tienda en la plaza de San Vicente). Realizó sus estudios secundarios en el Seminario Menor de San Gil y fue ordenado sacerdote en San Gil (Santander) el 27 de noviembre de 1960. 
Realizó estudios de Filosofía en la Universidad Javeriana de Bogotá de 1954 a 1956 y, posteriormente, de Teología hasta 1960. Después, ejerció como profesor de Filosofía y Teología en el Seminario Mayor de San Gil, durante 7 años, donde también fue Prefecto y Vicerrector del Seminario Mayor de San Gil y párroco de la Catedral de San Gil.
Por Bula Pontificia de Juan Pablo II, Martínez Frías fue nombrado obispo de la Diócesis de Ipiales de 1987 a 1999, ante de convertirse en arzobispo de Nueva Pamplona. Fue el ideólogo y fundador de la Corporación Nueva Sociedad de la Región Nororiental de Colombia “Consornoc”, entidad que impulsa el desarrollo integral y solidario de las comunidades del Departamento Norte de Santander.